# Yverdon-Sport Football Club 2010-2011
Questa voce raccoglie le informazioni riguardanti l'Yverdon-Sport Football Club nelle competizioni ufficiali della stagione 2010-2011.

## Stagione
Nella stagione 2010-2011 l'Yverdon, allenato da Stefano Maccoppi e Vittorio Bevilacqua, concluse il campionato di Challenge League al 16º posto. In Coppa Svizzera l'Yverdon fu eliminato al secondo turno dal Basilea.

## Rosa
| N. |                     | Ruolo | Calciatore         |
| -- | ------------------- | ----- | ------------------ |
| 1  | Svizzera (bandiera) | P     | Oliver Klaus       |
| 2  | Svizzera (bandiera) | D     | Mike Gomes         |
| 3  | Svizzera (bandiera) | C     | Dylan Stadelmann   |
| 4  | Svizzera (bandiera) | D     | Zlatko Hebib       |
| 5  | Svizzera (bandiera) | A     | Florent Pepsi      |
| 6  | Svizzera (bandiera) | D     | Pascal Oppliger    |
| 6  | Francia (bandiera)  | C     | Sid-Ahmed Bouziane |
| 7  | Algeria (bandiera)  | A     | Khaled Gourmi      |
| 8  | Svizzera (bandiera) | C     | Jérémy Manière     |
| 9  | Brasile (bandiera)  | C     | Paulinho           |
| 9  | Senegal (bandiera)  | A     | Moustapha Dabo     |
| 10 | Brasile (bandiera)  | C     | Paquito            |
| 12 | Svizzera (bandiera) | C     | Anthony Ciavardini |
| 14 | Svizzera (bandiera) | C     | Mathieu Germanier  |
| 15 | Svizzera (bandiera) | C     | Bruce Lalombongo   |

| N. |                                 | Ruolo | Calciatore                   |
| -- | ------------------------------- | ----- | ---------------------------- |
| 16 | Bosnia ed Erzegovina (bandiera) | D     | Mustafa Sejmenović           |
| 17 | RD del Congo (bandiera)         | A     | Ridge Munsy                  |
| 19 | Italia (bandiera)               | C     | Flavio Chioda                |
| 20 | Francia (bandiera)              | C     | Andy Laugeois                |
| 21 | Svizzera (bandiera)             | A     | Yannick Nkufo                |
| 22 | Macedonia del Nord (bandiera)   | C     | Saban Bektesi                |
| 22 | Francia (bandiera)              | C     | Martin Douillard             |
| 24 | RD del Congo (bandiera)         | C     | Dadie Mayila                 |
| 25 | Bosnia ed Erzegovina (bandiera) | A     | Mehmed Begzadić              |
| 26 | Albania (bandiera)              | C     | Mergim Bajraktaraj           |
| 27 | Thailandia (bandiera)           | A     | Chitchanok Xaysensourinthone |
| 30 | Svizzera (bandiera)             | P     | Dany Da Silva                |
| 32 | Francia (bandiera)              | P     | Anthony Basso                |
|    | Svizzera (bandiera)             | D     | Esteban Rossé                |

## Organigramma societario
Area tecnica
- Allenatore: Stéphane Cornu
- Allenatore in seconda: Pascal Oppliger, Admir Smajić
- Preparatore dei portieri:
- Preparatori atletici:

## Calciomercato

### Sessione estiva
| Acquisti | Acquisti         | Acquisti        | Acquisti |
| R.       | Nome             | da              | Modalità |
| -------- | ---------------- | --------------- | -------- |
| A        | Dudu             | Thun            |          |
| C        | Dadie Mayila     | Losanna         |          |
| C        | Dylan Stadelmann | Losanna         |          |
| A        | Bashkim Sukaj    | Losanna         |          |
| A        | Hicham Bouamri   | Locarno         |          |
| D        | Mike Gomes       | Neuchâtel Xamax |          |
| D        | Zlatko Hebib     | Grasshoppers    |          |
| A        | Josemar Gil      | Arsenal Kiev    |          |
| P        | Oliver Klaus     | Basilea         |          |
| A        | Sonny Kok        | Chênois         |          |
| C        | Bruce Lalombongo | Grasshoppers    |          |
| C        | Wilfrid Loizeau  | Baulmes         |          |

| Cessioni | Cessioni         | Cessioni    | Cessioni |
| R.       | Nome             | a           | Modalità |
| -------- | ---------------- | ----------- | -------- |
| C        | Florian Berisha  | Sion        |          |
| D        | Diego Büchel     | Sciaffusa   |          |
| A        | Edo              | Al-Qadisiya |          |
| D        | Nicolas Gétaz    | Losanna     |          |
| P        | Jayson Leutwiler | Wohlen      |          |
| A        | Altin Osmani     | Wohlen      |          |
| C        | Tito Tarchini    | Chiasso     |          |

### Sessione invernale
| Acquisti | Acquisti          | Acquisti       | Acquisti |
| R.       | Nome              | da             | Modalità |
| -------- | ----------------- | -------------- | -------- |
| C        | Mathieu Germanier | Stade Nyonnais |          |
| A        | Ridge Munsy       | Losanna        |          |
| C        | Martin Douillard  | Vendée Luçon   |          |
| P        | Anthony Basso     | Besançon       |          |
| A        | Moustapha Dabo    | Ittihad Kalba  |          |

| Cessioni | Cessioni        | Cessioni           | Cessioni |
| R.       | Nome            | a                  | Modalità |
| -------- | --------------- | ------------------ | -------- |
| A        | Josemar Gil     | Dubai Club         |          |
| C        | Manuel Bühler   | Stade Nyonnais     |          |
| A        | Dudu            | Yangon Utd         |          |
| P        | Nikola Jakšić   | Soletta            |          |
| A        | Sonny Kok       | Chênois            |          |
| C        | Wilfrid Loizeau | La Sarraz-Eclépens |          |
| A        | Bashkim Sukaj   | Losanna            |          |

## Risultati

### Challenge League

#### Andata
| Arbitro: | Wermelinger |

|           |           |  |
| Tadić 82’ | Marcatori |  |

| Arbitro: | Graf |

|                         |           |  |
| Lalombongo 40’ Zari 56’ | Marcatori |  |

| Arbitro: | Grossen |

|                              |           |  |
| Tosi 25’ Katz 37’ Silvio 58’ | Marcatori |  |

| Arbitro: | Hänni |

|  |           |         |
|  | Marcatori | 77’ Gil |

| Arbitro: | Jaccottet |

|  |           |                                      |
|  | Marcatori | 33’ Zuffi 36’ Antić 77’ (aut.) Hebib |

| Arbitro: | Carrell |

|                           |           |             |
| Osmani 25’ Stadelmann 27’ | Marcatori | 80’ Bouamri |

| Arbitro: | Amhof |

|  |           |                                                      |
|  | Marcatori | 6’ Martins 22’ (rig.) Senger 57’ Silva 90’ Fejzulahi |

| Arbitro: | Gremaud |

|             |           |                            |
| Bouamri 19’ | Marcatori | 27’ De La Loma 48’ N'Gindu |

| Arbitro: | Busacca |

|                                                         |           |         |
| Arlan 3’ Merenda 40’ Sara 59’ Denicolá 67’ Christen 68’ | Marcatori | 89’ Gil |

| Arbitro: | Jancevski |

|           |           |                                              |
| Sukaj 90’ | Marcatori | 9’, 80’ Germann 29’ Szlykowicz 90’ Rodriguez |

| Arbitro: | Erlachner |

|  |           |                       |
|  | Marcatori | 61’ Schär 73’ Lezcano |

| Arbitro: | Amhof |

|                                             |           |         |
| Karanović 44’ Vitkieviez 66’ de Azevedo 86’ | Marcatori | 80’ Gil |

| Arbitro: | Laperrière |

|  |           |                          |
|  | Marcatori | 3’ Schweizer 30’ Etoundi |

| Arbitro: | Carrell |

|  |           |            |
|  | Marcatori | 89’ Gaspar |

| Arbitro: | Gremaud |

|                            |           |                         |
| Hassell 3’ Facchinetti 53’ | Marcatori | 2’, 69’ Gil 85’ Paquito |

#### Ritorno
| Arbitro: | Hänni |

|             |           |  |
| Pimenta 61’ | Marcatori |  |

| Yverdon-les-Bains 27 febbraio 2011, ore 14:30 CET 17ª giornata | Yverdon    | 0 – 0 referto | Losanna | Stade Municipal Yverdon-les-Bains (2 170 spett.)\| Arbitro: \| Zimmermann \| |
| Arbitro:                                                       | Zimmermann |               |         |                                                                              |

| Arbitro: | Erlachner |

|  |           |                                 |
|  | Marcatori | 24’ Sara 38’ Merenda 59’ Hasler |

| Arbitro: | Winter |

|                                   |           |                |
| Doudin 44’, 62’ (rig.) Mathys 45’ | Marcatori | 47’ Sejmenović |

| Arbitro: | Wermelinger |

|  |           |                                       |
|  | Marcatori | 2’ Toprak 3’, 64’ Rossini 88’ Mangold |

| Arbitro: | Huwiler |

|                                       |           |                                                        |
| Oppliger 23’ (aut.) Sirufo 67’ (rig.) | Marcatori | 14’ (rig.) Gourmi 17’ Douillard 35’ Hebib 90’ Begzadić |

| Arbitro: | Erlachner |

|                         |           |              |
| Preisig 15’ Schürpf 65’ | Marcatori | 74’ Bouziane |

| Arbitro: | Oliver |

|                             |           |                        |
| Bouziane 12’ Ciavardini 61’ | Marcatori | 17’ Schultz 42’ Osmani |

| Arbitro: | San |

|                |           |                         |
| Kuzmanovic 24’ | Marcatori | 49’ Munsy 75’ Douillard |

| Arbitro: | Gremaud |

|                |           |                       |
| Ciavardini 62’ | Marcatori | 45’ Tchouga 90’ Tadić |

| Arbitro: | Erlachner |

|               |           |              |
| Kalu 47’, 67’ | Marcatori | 70’ Bouziane |

| Arbitro: | Klossner |

|                              |           |           |
| Dabo 28’ Bouziane 89’ (rig.) | Marcatori | 61’ Touré |

| Arbitro: | Studer |

|                                    |           |                 |
| Muslin 27’ Čavušević 45’ Alija 90’ | Marcatori | 67’ (rig.) Dabo |

| Arbitro: | Gut |

|                        |           |                |
| Bengondo 29’ Gashi 37’ | Marcatori | 81’ Sejmenović |

| Arbitro: | Pache |

|  |           |                           |
|  | Marcatori | 72’ Vitkieviez 89’ M'Futi |

### Coppa Svizzera
| 18 settembre 2010, ore 15:00 CEST Primo turno | Racing Club Zürich | 1 – 7 | Yverdon |  |

| 15 ottobre 2010, ore 19:30 CEST Secondo turno | Yverdon | 0 – 2 | Basilea |  |

## Statistiche

### Statistiche di squadra
| Competizione     | Punti | In casa | In casa | In casa | In casa | In casa | In casa | In trasferta | In trasferta | In trasferta | In trasferta | In trasferta | In trasferta | Totale | Totale | Totale | Totale | Totale | Totale | DR  |
| Competizione     | Punti | G       | V       | N       | P       | Gf      | Gs      | G            | V            | N            | P            | Gf           | Gs           | G      | V      | N      | P      | Gf     | Gs     | DR  |
| ---------------- | ----- | ------- | ------- | ------- | ------- | ------- | ------- | ------------ | ------------ | ------------ | ------------ | ------------ | ------------ | ------ | ------ | ------ | ------ | ------ | ------ | --- |
| Challenge League | 20    | 15      | 2       | 2       | 11      | 9       | 32      | 15           | 4            | 0            | 11           | 18           | 32           | 30     | 6      | 2      | 22     | 27     | 64     | -37 |
| Coppa Svizzera   | -     | 1       | 0       | 0       | 1       | 0       | 2       | 1            | 1            | 0            | 0            | 7            | 1            | 2      | 1      | 0      | 1      | 7      | 3      | +4  |
| Totale           | 20    | 16      | 2       | 2       | 12      | 9       | 34      | 16           | 5            | 0            | 11           | 25           | 33           | 32     | 7      | 2      | 23     | 34     | 67     | -33 |

### Andamento in campionato
| Giornata  | 1  | 2 | 3 | 4 | 5  | 6  | 7  | 8  | 9  | 10 | 11 | 12 | 13 | 14 | 15 | 16 | 17 | 18 | 19 | 20 | 21 | 22 | 23 | 24 | 25 | 26 | 27 | 28 | 29 | 30 |
| --------- | -- | - | - | - | -- | -- | -- | -- | -- | -- | -- | -- | -- | -- | -- | -- | -- | -- | -- | -- | -- | -- | -- | -- | -- | -- | -- | -- | -- | -- |
| Luogo     | T  | C | T | T | C  | T  | C  | C  | T  | C  | C  | T  | C  | C  | T  | T  | C  | C  | T  | C  | T  | T  | C  | T  | C  | T  | C  | T  | T  | C  |
| Risultato | P  | V | P | V | P  | P  | P  | P  | P  | P  | P  | P  | P  | P  | V  | P  | N  | P  | P  | P  | V  | P  | N  | V  | P  | P  | V  | P  | P  | P  |
| Posizione | 11 | 7 | 9 | 8 | 11 | 13 | 14 | 15 | 16 | 16 | 16 | 16 | 16 | 16 | 16 | 16 | 16 | 16 | 16 | 16 | 16 | 16 | 16 | 16 | 16 | 16 | 16 | 16 | 16 | 16 |

Legenda:

Luogo: C = Casa; T = Trasferta. Risultato: V = Vittoria; N = Pareggio; P = Sconfitta.

### Statistiche dei giocatori
| M. Bajraktaraj       | 1  | 0 | 0 | 0 |
| A. Basso             | 15 | 0 | 0 | 0 |
| M. Begzadić          | 14 | 1 | 0 | 0 |
| S. Bektesi           | 0  | 0 | 0 | 0 |
| H. Bouamri           | 11 | 2 | 1 | 0 |
| S. Bouziane          | 18 | 4 | 4 | 0 |
| M. Bühler            | 3  | 0 | 0 | 0 |
| F. Chioda            | 14 | 0 | 1 | 0 |
| A. Ciavardini        | 12 | 2 | 2 | 0 |
| M. Dabo              | 16 | 2 | 2 | 0 |
| M. Douillard         | 15 | 2 | 4 | 0 |
| D. Dudu              | 3  | 0 | 2 | 0 |
| M. Germanier         | 5  | 0 | 0 | 0 |
| J. Gil               | 11 | 5 | 3 | 0 |
| M. Gomes             | 22 | 0 | 2 | 0 |
| K. Gourmi            | 19 | 1 | 2 | 0 |
| Z. Hebib             | 19 | 1 | 3 | 0 |
| O. Klaus             | 15 | 0 | 0 | 0 |
| S. Kok               | 8  | 0 | 1 | 0 |
| B. Lalombongo        | 16 | 1 | 4 | 0 |
| A. Laugeois          | 23 | 0 | 3 | 0 |
| J. Manière           | 26 | 0 | 3 | 1 |
| D. Mayila            | 12 | 0 | 2 | 0 |
| R. Munsy             | 10 | 1 | 1 | 0 |
| Y. Nkufo             | 1  | 0 | 0 | 0 |
| P. Oppliger          | 18 | 0 | 3 | 0 |
| P. Paquito           | 21 | 1 | 1 | 0 |
| P. Paulinho          | 2  | 0 | 0 | 1 |
| F. Pepsi             | 17 | 0 | 2 | 0 |
| E. Rossé             | 0  | 0 | 0 | 0 |
| M. Sejmenović        | 21 | 2 | 4 | 0 |
| D. Silva             | 1  | 0 | 1 | 0 |
| D. Stadelmann        | 1  | 0 | 0 | 0 |
| B. Sukaj             | 5  | 1 | 1 | 0 |
| C. Xaysensourinthone | 5  | 0 | 0 | 0 |
| N. Zari              | 11 | 1 | 3 | 0 |